# Paroisse de Sainte-Marie (Nouveau-Brunswick)
Pour les articles homonymes, voir Sainte-Marie.
La paroisse de Sainte-Marie est à la fois une paroisse civile et un ancien district de services locaux (DSL) canadien du Nouveau-Brunswick. Son principal hameau est Sainte-Marie-de-Kent. Dans le cadre de la réforme de la gouvernance locale du 1er janvier 2023, le territoire du DSL a été réparti entre les villes de Champdoré et Grand-Bouctouche.

## Toponyme
La paroisse est probablement nommée ainsi d'après son principal village, Sainte-Marie-de-Kent.
La paroisse comprend les hameaux de Bastarache, Champdoré, Coates Mills, Dollard Settlement, Fisher Hill, Haut-Bouctouche, McNaim, Murphy Settlement, Pelerin, Roy, Saint-Cyrille, Saint-Damien, Saint-Fabien, Saint-Lazare, Sainte-Marie-de-Kent et Saint-Norbert-Sud. Gladeside est situé à cheval entre la paroisse de Saint-Paul et la paroisse de Sainte-Marie. Saint-David est à cheval entre la paroisse de Wellington et la paroisse de Sainte-Marie.
Bastarache pourrait être nommé en l'honneur de Joseph, Isidore ou Peter Bastarache, trois des premiers colons, on sinon en l'honneur d'Adrien Bastarache, le premier maître des postes. Le toponyme Champdoré rend hommage à Pierre Angibault dit Champdoré, capitaine de l'expédition de Pierre du Guas de Mons et de Samuel de Champlain en Acadie en 1604. Coates Mills est nommé ainsi en 1861 en hommage à John Coates, immigré d'Angleterre en 1810. La localité porte à l'origine le nom de Big Buctouche River, selon sa position sur la rivière Bouctouche. Dollard Settlement est possiblement nommé en hommage à Augustin et Frederick Dollard. L'origine du nom de Fisher Hill n'est pas connue. L'origine de Gladeside est inconnue mais le hameau porta le nom de McLaughlin Road jusqu'en 1929. Haut-Bouctouche est nommé ainsi d'après sa position en amont de Bouctouche. Le nom en anglais est Upper Bouctouche, et la localité fut connue à une époque sous le nom de Glenelg. McNairn est nommé ainsi en l'honneur de William et James McNairn, qui opéraient plusieurs moulins. Le hameau fut fondé sous le nom de Mill Creek. L'origine du nom de Murphy Settlement est inconnue. Pelerin rend vraisemblablement hommage à Jean Pelerin, l'un des premiers colons dans la région. La localité fut connue sous le nom de Puellering, de Pulrang et de Pellerin Settlement en anglais,. L'origine du nom de Saint-Damien n'est pas expliquée mais la localité a déjà porté le nom de Bestuck. L'origine du nom de Saint-Fabien est inconnue mais la localité fut fondée sous le nom de Saint-Castin, ou Saint-Castine en anglais. L'origine du nom de Sainte-Marie-de-Kent est inconnue mais le bureau de poste a porté le nom de St. Mary's de 1872 à 1901, de Mont-Carmel de 1901 à 1919, de Kent Boom jusqu'en 1955 et finalement de Sainte-Marie-de-Kent. L'origine du nom de Saint-Norbert-Sud est inconnue mais la localité est appelée South Saint-Norbert en anglais.
L'origine des toponymes Roy, Saint-Cyrille, Saint-David et Saint-Lazare est inconnue,,,.
Black River et Stanley Settlement ont été regroupés à Haut-Bouctouche. Head Buctouche a été regroupé à Coates Mills.

## Géographie

### Situation
La paroisse de Sainte-Marie est situé dans le sud du comté de Kent, dans une région parfois appelée le pays de Gédaïque, au bord de la rivière Bouctouche.
La paroisse, en tant que localité francophone des provinces de l'Atlantique, est généralement considérée comme faisant partie de l'Acadie.

### Hydrographie
Le principal cours d'eau est la rivière Bouctouche, qui coule vers le Nord-Est. Elle se jette plus loin dans le détroit de Northumberland, après avoir arrosé Bouctouche. La rivière mesure jusqu'à un kilomètre de largeur à Sainte-Marie-de-Kent.
En rive gauche (Ouest), les principaux affluents de la rivière Bouctouche sont, d'amont en aval, les ruisseaux Trout, Rushcove, Norman Bridge, Millers et Mill. En rive droite (Est), le principal affluents est la rivière Bouctouche Sud. D'autres ruisseaux arrosent le territoire, notamment à l'Est le ruisseau Bastarache et le ruisseau Breau, des affluents de la Petite rivière Bouctouche, elle-même un affluent de la rivière Bouctouche. Il y a aussi le ruisseau Meadow coulant au Sud-Est, un affluent de la rivière Cocagne. Il y a finalement, au Nord, le ruisseau Murphy, un affluent de la rivière Saint-Nicolas Sud, un affluent de la rivière Richibouctou. Tous ces cours d'eau se jettent dans le détroit de Northumberland.

### Géologie
Le sous-sol de Sainte-Marie est composé principalement de roches sédimentaires du groupe de Pictou datant du Pennsylvanien (entre 300 et 311 millions d'années).

### Géographie humaine

#### Transport
La paroisse n'est accessible que par la route. La route 490 permet d'y accéder par le Sud via Moncton, la route 515 par l'Est via Bouctouche ou l'Ouest via la paroisse de Saint-Paul ainsi que la route 495 par le Nord via Richibouctou. La 515 et la 495 permettent d'accéder à la route 11, la principale de l'Est et du Nord de la province. À l'Ouest, la 515 donne accès à la route 126, parallèle à la 11. La route 525, qui traverse la rivière Bouctouche à Sainte-Marie-de-Kent, permet un accès secondaire par le Sud via Saint-Antoine.

#### Hameaux et lieux-dits
Sainte-Marie-de-Kent est la principale communauté. Elle est située sur la rive gauche (Nord) de la rivière Bouctouche, à 11 kilomètres au Sud-Ouest de Bouctouche le long de la route 515. McNairn est situé à 6 km de route au nord du village, dans le vallon du ruisseau Mill, le long du chemin McNairn. Saint-Fabien se trouve à 6 km de voiture au Nord-Ouest du village, à la jonction de la route 495, du chemin Saint-Lazare et du chemin McNairn, plus en amont du ruisseau Mill. Bastarache se trouve à 2,5 km au nord de Saint-Fabien, le long de la route 495, sur l'autre rive du ruisseau Mill et au bord du ruisseau Murphy. Murphy Settlement se trouve à 3,6 km au Nord-Ouest de Bastarache, le long de la route 495 et plus en aval du ruisseau Murphy ; Murphy Settlement se trouve à 12 km de route au Nord-Ouest de Sainte-Marie. Balla Philip, dans la paroisse de Weldford, est situé à 2 km au Nord de Murphy Settlement le long de la route 495.
Dollard Settlement, qui ne figure pas sur toutes les cartes, se trouve le long du chemin des Dallaire, en amont du ruisseau Mill par rapport à Saint-Fabien, à 10 kilomètres de route à l'Ouest de Sainte-Marie via la route 495 et le chemin Saint-Lazare. Saint-Norbert-Sud se trouve à 4,5 km au nord, à la jonction du chemin Des Dallaire et du chemin Lawson, au bord de la rivière Saint-Nicolas Sud. Le hameau est à 14,5 km au Nord-Ouest de Sainte-Marie et à 3,5 km au Sud-Ouest de Saint-Norbert dans la paroisse de Weldford.
Saint-Lazare est situé au bout du chemin éponyme, à 10 km de route à l'Ouest de Sainte-Marie, au bord du ruisseau Rushcove. On y accède via la route 495, un peu avant Dollard Settlement.
Saint-Cyrille est bâti dans les terres le long de la route 515, à 8,5 km à l'Ouest de Sainte-Marie-de-Kent. La rivière Bouctouche se trouve à 1 km au Sud du hameau. McLean Settlement, dans la paroisse de Saint-Paul, est situé plus loin sur la route 515.
Haut-Bouctouche est situé sur la rive opposée et est accessible par un pont via la route 525. Roy est situé plus en aval, à 3,5 km à l'Est de Sainte-Marie, via le pont et le chemin Saint-Joseph. Saint-David est situé encore plus à l'est, le long du même chemin. En amont de la rivière Bouctouche se trouve Coates Mills, au bout du chemin Coates Mills Sud, à km de route au Sud de Sainte-Marie-de-Kent via Haut-Bouctouche ou par la route 515 via un pont sur le chemin Coates Mills Nord.
Au sud de Haut-Bouctouche, en direction de Saint-Antoine, se trouve Champdoré. Le hameau est situé dans les terres à 4,5 km de route au Sud-Est de Sainte-Marie-de-Kent, à l'intersection de la route 525 et du chemin Pit Melanson Cross. Pelerin se trouve au bord du ruisseau Breau, à 8 km de route au Sud de Sainte-Marie-de-Kent, à l'intersection du chemin Pit Melanson Cross et du chemin de la Sucrerie, donc au Sud-Ouest de Champdoré. Saint-Damien se trouve dans les terres, à 12,5 km de route au Sud de Sainte-Marie-de-Kent, le long du chemin Saint-Damien via le chemin Coates Mills Sud et le chemin de la Sucrerie, donc au Sud de Pelerin et à l'est de Coates Mills.
Fisher Hill est situé dans les terres, à 17 km au Sud-Ouest de Sainte-Marie-de-Kent. Il n'est accessible que via la paroisse de Saint-Paul, par le chemin Fisher Hill, partant de la jonction entre les routes 485 et 490. La rivière Bouctouche se trouve à 1 km au Nord. Gladeside se trouve plus au sud le long de la route 490, au bord de la rivière Bouctouche Sud, à 20 km de route au Sud-Ouest de Sainte-Marie-de-Kent.

## Histoire
La paroisse de Sainte-Marie est situé dans le territoire historique des Micmacs, plus précisément dans le district de Sigenigteoag, qui comprend l'actuel côte Est du Nouveau-Brunswick, jusqu'à la baie de Fundy.
Coates Mills est fondé vers 1810, notamment par l'anglais John Coates. En 1826, la localité compte vingt familles vivant d'agriculture et d'exploitation forestière. Haut-Bouctouche, auparavant appelé Black River et à l'origine Glenelg, est fondé avant 1849, peut-être dans les années 1820, par des Écossais d'Inverness; les Acadiens deviennent majoritaires par la suite. En fait, les localités de la paroisse sont surtout colonisées par des Acadiens provenant de communautés plus anciennes du comté.
En 1825, le territoire est touché par les Grands feux de la Miramichi, qui dévastent entre 10 000 km2 et 20 000 km2 dans le centre et le nord-est de la province et tuent en tout plus de 280 personnes,.
Pelerin est fondé vers 1830, notamment par Jean Pelerin. La date de fondation de Haut-Bouctouche est inconnue mais son bureau de poste est inauguré en 1857. Le bureau de poste de Coates mills ouvre ses portes en 1861. La date de fondation de Gladeside n'est pas connue mais son bureau de poste est inauguré en 1861. La date de fondation de Head Buctouche n'est pas connue mais, en 1866 il y a 10 familles. La situation est la même pour Dollard Settlement, qui compte alors 12 familles vivant d'agriculture. En 1866, l'agriculture et la pêche faisait vivre 45 familles à Haut-Bouctouche. Toujours en 1866, il y a plusieurs moulins à McNairn. La même année, Gladeside compte environ 24 familles vivant de l'agriculture.
La paroisse de Sainte-Marie est érigée en 1867. Au tournant du XXe siècle, de nombreux Acadiens émigrent vers les États-Unis, alors que les terres deviennent de plus en plus rares dans les villages anciens. Le clergé favorise alors la fondation de nouveaux villages, en souhaitant aussi réduire la dépendance des pêcheurs envers les marchands anglo-protestants; c'est ainsi qu'est fondé Sainte-Marie-de-Kent. Sa date de fondation n’est en fait pas répertoriée par les Archives provinciales mais on sait que le village compte 100 habitants en 1871. En 1871, McNairn et les environs comptaient 500 habitants. Coates Mills et les environs comptaient au même moment 200 habitants. Au même moment, Dollard Settlement compte 150 habitants, alors qu'il y en avait 50 à Pelerin et 200 à Gladeside. Le bureau de poste de Sainte-Marie-de-Kent ouvre ses portes en 1872.
Le bureau de poste de Pelerin ouvre ses portes en 1890. Le bureau de poste de McNairn est inauguré en 1892. La date de fondation de Saint-Fabien est inconnue mais son bureau de poste ouvre ses portes en 1896. En 1898, McNairn compte deux scieries, un moulin à farine et 100 habitants. Au même moment, Pelerin compte 150 habitants vivant d'agriculture. Sainte-Marie-de-Kent comptait plutôt 4 magasins, 1 fromagerie, 1 église et environ 1000 habitants, vivant surtout de la pêche et de l'agriculture. À Gladeside, il y avait une scierie et 250 habitants.
Le bureau de poste de Saint-Fabien ferme temporairement ses portes entre 1899 et 1901. La première date recensée pour Saint-Damien est celle de l'ouverture de son bureau de poste, en 1903. Une deuxième église est construite à Sainte-Marie de Kent entre 1898 et 1904. En 1904, Coates Mills compte une scierie, un moulin à farine, une église et 100 habitants. La même année, Haut-Bouctouche avait une population de 350 personnes. Il y avait aussi 75 habitants vivant de la pêche et de l'agriculture à Saint-Fabien. La date de fondation de Saint-Cyrille n’est pas connue mais un bureau de poste y est ouvert en 1904. Il en est de même pour Roy et Saint-Lazare en 1907,, Saint-Norbert-Sud en 1911 et Bastarache en 1929. Le bureau de poste de Gladeside ferme ses portes en 1932. Le bureau de poste de Pelerin ferme temporairement ses portes en 1932, avant de rouvrir en 1938 et de finalement ferme ses portes en 1947. La date de fondation de Champdoré est inconnue mais son bureau de poste ouvre ses portes en 1941. Les bureaux de poste de Bastarache, de Coates Mills, de Haut-Bouctouche, de McNairn, de Roy, de Saint-Cyrille, de Saint-Damien, de Saint-Fabien et de Saint-Lazare ferment leurs portes en 1955,,,,,,,. Le bureau de poste de Saint-Norbert-Sud ferme ses portes en 1958 et celui de Champdoré en 1959.
La municipalité du comté de Kent est dissoute en 1966. La paroisse de Sainte-Marie devient un district de services locaux en 1967.
La Caisse populaire de Sainte-Marie est fondée en 1954 et fusionne avec les caisses de Bouctouche, Sainte-Anne-de-Kent et Saint-Paul-de-Kent en 2001 pour former la Caisse populaire Kent-Beauséjour. Celle-ci fusionne avec la Caisse populaire Kent-Sud en 2008. L'école Mont-Carmel est inaugurée en 1992.
Les Archives provinciales du Nouveau-Brunswick ne recensent aucune information historique sur Fisher Hill, Murphy Settlement et Saint-David,,.

## Démographie
| 2001  | 2006  | 2011  | 2016  |
| ----- | ----- | ----- | ----- |
| 2 024 | 1 989 | 2 008 | 1 972 |

## Économie
Entreprise Kent, membre du Réseau Entreprise, a la responsabilité du développement économique.

## Administration

### Comité consultatif
En tant que district de services locaux, Sainte-Marie est administré directement par le Ministère des Gouvernements locaux du Nouveau-Brunswick, secondé par un comité consultatif élu composé de cinq membres dont un président.

### Budget et fiscalité
| Période                                  | Période  | Identité         | Étiquette | Qualité |
| ---------------------------------------- | -------- | ---------------- | --------- | ------- |
|                                          | en cours | Ian Neil Gardner |           |         |
|                                          |          | Daniel Babineau  |           |         |
|                                          | 200?     | Jerry Cook       |           |         |
| Les données manquantes sont à compléter. |          |                  |           |         |

### Commission de services régionaux
La paroisse de Sainte-Marie fait partie de la Région 6, une commission de services régionaux (CSR) devant commencer officiellement ses activités le 1er janvier 2013. Contrairement aux municipalités, les DSL sont représentés au conseil par un nombre de représentants proportionnel à leur population et leur assiette fiscale. Ces représentants sont élus par les présidents des DSL mais sont nommés par le gouvernement s'il n'y a pas assez de présidents en fonction. Les services obligatoirement offerts par les CSR sont l'aménagement régional, l'aménagement local dans le cas des DSL, la gestion des déchets solides, la planification des mesures d'urgence ainsi que la collaboration en matière de services de police, la planification et le partage des coûts des infrastructures régionales de sport, de loisirs et de culture; d'autres services pourraient s'ajouter à cette liste.

### Chronologie municipale

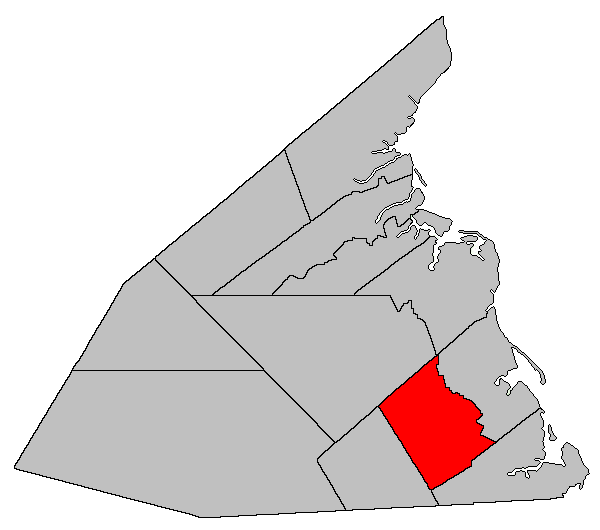
Situation sur une carte des paroisses civiles du comté de Kent (certains DSL et municipalités ne sont donc pas montrés).

### Représentation et tendances politiques
Nouveau-Brunswick: La majeure partie de Sainte-Marie est comprise dans la circonscription provinciale de Kent, qui est représentée à l'Assemblée législative du Nouveau-Brunswick par Shawn Graham, ancien premier ministre du Nouveau-Brunswick. Il fut élu en 1999 puis réélu en 1999, en 2003, en 2006 et en 2010. Le reste de Sainte-Marie est inclus dans la circonscription provinciale de Kent-Sud, qui est représentée à l'Assemblée législative du Nouveau-Brunswick par Claude Williams, du Parti progressiste-conservateur. Il fut élu en 2001 puis réélu en 2003, en 2006 et en 2010.
 Canada: Sainte-Marie fait partie de la circonscription fédérale de Beauséjour. Cette circonscription est représentée à la Chambre des communes du Canada par Dominic LeBlanc, du Parti libéral.

### Ancienne administration paroissiale
|  | Indépendant | 1944 - 194? | Emillien-A. Allain Prospère Girouard |
|  | Indépendant | 19?? - 195? | Floribert Léger Prospère Girouard    |

## Vivre à Sainte-Marie
L'école Mont-Carmel de Sainte-Marie-de-Kent accueille les élèves de la maternelle à la 8e année. C'est une école publique francophone faisant partie du district scolaire #11.
L'église Notre-Dame-du-Mont-Carmel de Sainte-Marie-de-Kent et l'église Saint-Norbert du village éponyme sont des églises catholiques romaines faisant partie de l'archidiocèse de Moncton.
Il y a un bureau de poste à Sainte-Marie-de-Kent. Le détachement de la Gendarmerie royale du Canada le plus proche est situé à Bouctouche.
Les francophones bénéficient du quotidien L'Acadie nouvelle, publié à Caraquet, ainsi que de l'hebdomadaire L'Étoile, de Dieppe. Les anglophones bénéficient quant à eux des quotidiens Telegraph-Journal, publié à Saint-Jean et Times & Transcript, de Moncton.

## Culture

### Personnalités
- Marie Hélène Allain (1939-), sculptrice née à Sainte-Marie-deKent;
- Gilbert Girouard (1846-1885), homme politique, né à Sainte-Marie-de-Kent;
- Bertin Leblanc (1945-), directeur d'école et homme politique, né à Sainte-Marie-de-Kent;
- Robert Maillet, lutteur et acteur, né en 1969 à Sainte-Marie-de-Kent;
- Isaïe Melanson (1883-1964), homme politique.

### Gastronomie
La cabane à sucre La Causerie ainsi que la fromagerie La faim de loup sont situés à Sainte-Marie-de-Kent.